# Vladimir Pavlovitch Paley
Pour les articles homonymes, voir Paley (homonymie).
Vladimir Pavlovitch  Paley (en russe Владимир Павлович Палей), dit Volodia, comte von Hohenfelsen en 1904 puis prince Paley en 1915, né à Saint-Pétersbourg le 28 décembre 1896 (9 janvier 1897 dans le calendrier grégorien) et tué à Alapaïevsk le 18 juillet 1918, est un poète russe issu de la famille Romanov, assassiné par les bolcheviks lors de la Révolution russe.

## Biographie

### Contexte familial et enfance en France
Vladimir Paley est le fils du grand-duc Paul Alexandrovitch de Russie et d'Olga Karnovitch Paley. Sa mère était l'épouse d'un officier de la Garde impériale, Erich Augustinovitch von Pistohlkors et était la maîtresse du grand-duc Paul Alexandrovitch de Russie, oncle de Nicolas II et veuf d'un premier mariage (avec sa cousine Alexandra de Grèce) depuis 1891. Vladimir fut le fruit de cette union adultérine qui fit scandale à la Cour impériale. En 1902, après le divorce d'Olga, le grand-duc l'épousa morganatiquement à l'étranger et de ce fait fut exilé de Russie et s'établit en France. Lorsque sa mère reçut le titre de comtesse von Hohenfelsen de Luitpold de Bavière, régent de Bavière, le jeune Vladimir fut alors titré en 1904 comte Vladimir von Hohenfelsen.
Vladimir passa toute sa jeunesse en France, où son père demeurait dans un hôtel particulier à Boulogne-sur-Seine, près de Paris. Ses sœurs Natalie et Irène Paley sont d'ailleurs nées en France. Il apprit à lire et à écrire le français, l'anglais, l'allemand et le russe ; à jouer du piano et d'autres instruments de musique. Il aimait aussi la peinture, le théâtre. Très jeune, il impressionna son entourage par sa précocité et sa mémoire : il écrivit plusieurs poèmes en français et des traductions en russe. Vers 1910, il écrivit un premier recueil de poèmes en français , parmi lesquels on trouve : Agonie, Les gouttes de pluie, Indifférence, le Vieil âge.

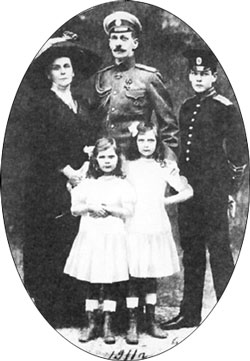
Le prince Vladimir Pavlovitch Paley aux côtés de son père, le grand-duc Paul Alexandrovitch de Russie, sa mère Olga Valerianovna et ses deux sœurs en (1911).

### Retour en Russie impériale
En 1913, Nicolas II accorde son pardon à son oncle le grand-duc Paul Alexandrovitch de Russie. La famille Paley, dont le jeune comte von Hohenfelsen, revient en Russie. En 1915, Olga fut titrée par le tsar princesse Paley et de ce fait Vladimir devint S.A.S. le prince Vladimir Pavlovitch Paley.
Le grand-duc désirant que son fils perpétuât la tradition dynastique des Romanov, le prince Vladimir Pavlovitch Paley entra au Corps des Pages, une école militaire de Saint-Pétersbourg réservée aux jeunes aristocrates. Sa sœur se souvenait :
« Il vécut dans un logement avec son précepteur Fenu pour qui il eut une profonde amitié. Il rentrait à la maison à Noël, à Pâques et aux vacances d'été. Son arrivée apportait à chacun une joie indicible. Il aimait plaisanter et même taquiner, mais, néanmoins, il était attentif, affectueux et doux ».
Au cours de son séjour au Corps des pages, le prince Paley prit des cours privés de peinture et musique.

### Première Guerre mondiale
En décembre 1914, au grade de cornette, le prince Vladimir Pavlovitch Paley fut incorporé dans un régiment de hussards de la Garde. En février 1915, il fut envoyé sur le front. Pour sa bravoure démontrée au combat, il reçut l'Ordre de Sainte-Anne (4e classe) et fut promu lieutenant.
Dans le même temps, le prince Paley continua à écrire ses poèmes. Il y décrivit l'horreur de la guerre et les souffrances qu'elle engendre. Il traduisit du russe au français, la pièce de théâtre du grand-duc Constantin Constantinovitch de Russie, Le Roi de Judée. En avril 1915, de retour du front pour quelques jours, le grand-duc invita le jeune prince dans son palais de Pavlovsk, pour une lecture de cette traduction qui fit forte impression sur Constantin Constantinovitch de Russie : « Grâce à vous, j'ai ressenti aujourd'hui l'une des expériences spirituelles les plus profondes. Je vais quitter ce monde, je vous donne ma lyre. Je vous la lègue comme à mon propre fils ». Le prince Vladimir Pavlovitch Paley envisagea de faire imprimer en France cette pièce de théâtre, mais cette œuvre jamais imprimée fut égarée au cours de la Révolution russe.
Le prince Vladimir Pavlovitch tenta d'associer ses obligations militaires et sa passion pour la littérature. Entre novembre et décembre 1915, il composa une pièce en trois actes « La Rose Blanche » . Parfois, il écrivit en russe, mais envoya des poèmes écrits en français à ses sœurs. À l'été 1916, sous le titre de « Collection », le prince Vladimir Pavlovitch Paley prépara l'impression de son premier recueil de poèmes : le recueil fut publié à Petrograd en août. Il comprend quatre-vingt-six poèmes écrits entre 1913 et 1916 : l'ensemble de cette œuvre est très varié, Volodia parla d'amour, de nature, de mythologie, de musique, de théâtre, de sa famille, de ses amis, de patriotisme, de guerre.

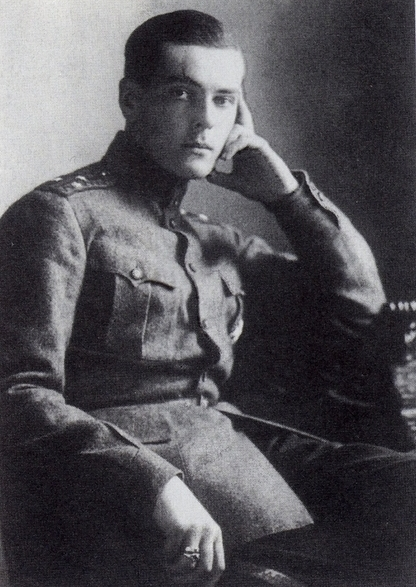
Le prince Vladimir Pavlovitch Paley en 1916.

### Révolution russe
En février 1917, la Révolution éclata à Petrograd. Certains régiments de l'armée impériale de Russie rejoignirent les révolutionnaires, bientôt la capitale fut plongée dans le chaos le plus total. De retour du front en 1917 Volodia écrit et met en scène une pièce de théâtre d'une grande causticité visant particulièrement le chef du gouvernement provisoire Alexandre Kerenski.
Malgré l'aggravation de la situation politique en Russie et le mauvais état de santé du grand-duc Paul Alexandrovitch, celui-ci craignait d'abandonner le tsar et refusait de quitter sa terre natale. Au printemps et à l'été 1917, le prince Vladimir Paley continua d'écrire de nombreux poèmes. Lorsque la grande-duchesse Marie Pavlovna de Russie lui conseilla de travailler moins vite pour améliorer ses rimes, Volodia lui répondit : « Je dois écrire, lorsque j'aurai atteint l'âge de 21 ans, je n'écrirai plus. Tout ce qui est en moi, je dois maintenant l'exprimer après il sera trop tard ».
Lors de la prise du pouvoir par les Bolcheviks, la famille Paley fut assignée à résidence dans le palais construit avant guerre par le grand-duc Pavel Aleksandrovitch de Russie dans le parc de Tsarskoïe Selo. Il semble que la famille fut victime de la brutalité des révolutionnaires : la jeune sœur du prince Vladimir, Natalie Paley, aurait été violée par des gardes.[réf. nécessaire]

### Séparation d'avec sa famille et exil
Le 16 mars 1918, le président de la Tcheka de Petrograd, Moiseï Solomonovitch Ouritsky ordonna à tous les membres de la famille Romanov de se présenter à la Tcheka. Le grand-duc Paul Alexandrovitch étant malade, ce fut son épouse qui se présenta devant les Bolcheviks muni d'un certificat médical. Le prince Vladimir Paley, ne portant pas le nom de Romanov, nétait pas concerné par cet ordre de la Tcheka. Cependant le lendemain, les tchékistes exigèrent la présence du jeune prince. Moïsseï Ouritski demanda au prince Vldaimir Paley de « signer ce document indiquant que vous arrêtez de considérer Pavel Aleksandrovitch comme votre père et vous serez immédiatement libre, sinon vous signez cet autre document ordonnant votre exil ». Le prince refusa, malgré ses désaccords avec le régime autocratique de son cousin Nicolas II de Russie, par fidélité envers son père et par peur de mettre la vie de celui-ci en danger.
Le 4 avril 1918, le prince Valdimir Paley fut éloigné de sa famille et conduit à Viatka accompagné des grands-ducs Serge Mikhaïlovitch de Russie, Ioann Constantinovitch de Russie, Constantin Constantinovitch de Russie, et Igor Constantinovitch de Russie. À Viatka, les prisonniers furent installés dans une maison réquisitionnée par les révolutionnaires. La vie était encore assez agréable, ils étaient libres de sortir et d'écrire à leurs familles. Le prince Vladimir Pavlovitch Paley adressa régulièrement des lettres à ses proches. Partageant sa chambre avec le grand-duc Sergueï Mikhaïlovitch il se lia d'amitié avec lui. À cette époque, la ville de Viatka n'était pas encore touchée par les idées révolutionnaires, et la population manifesta une grande sympathie pour les exilés. Préoccupés ce fait, les Bolcheviks décidèrent rapidement de transférer les prisonniers dans une autre ville. Le 30 avril 1918, le prince Vladimir Pavlovitch adressa un télégramme à sa famille, dans lequel il les informa de son transfert à Ekaterinbourg.
Le prince Paley et ses compagnons furent logés à lhôtel Atamanovka, entassés dans une chambre unique. En mai 1918, la grande-duchesse Élisabeth de Hesse-Darmstadt, arrêtée l'assassinat de son époux le grand-duc Serge Alexandrovitch de Russie le 17 février 1905, les rejoignit. Le prince Paley fit la connaissance de la grande-duchesse Élisabeth, qui, avant Révolution, éprouvait une certaine hostilité envers la princesse Olga Valerianovna Paley et ses enfants. Néanmoins comme l'écrivit la grande-duchesse Marie Pavlovna de Russie :

« Le destin aura fait que tante Ella et Volodia passèrent ensemble les derniers jours de leur vie sur cette terre, qu'ils sont devenus très proches et apprirent à s'apprécier l'un et l'autre. »

.
Le 18 mai 1918, par télégramme, le prince Vladimir Paley prévient sa famille restée à Tsarkoïe Selo de leur départ pour Alapaïevsk, une petite ville de l'Oural. Les exilés furent conduits le 20 mai 1918 à l'école Napolnaya, située à la lisière de la ville. Le 21 juin 1918, les Bolcheviks saisirent presque tous les effets personnels des prisonniers, leur laissant uniquement les vêtements qu'ils portaient sur eux et un changement de literie. Apparemment, il leur fut également interdit d'écrire des lettres et même de recevoir de la correspondance. La dernière lettre du prince Paley pour sa famille, emmenée par un serviteur, témoigne de la souffrance et des humiliations endurées par les prisonniers à Alapaïevsk, parle de sa foi qui lui donne du courage et de l'espoir.[réf. nécessaire]

### Assassinat par les bolcheviks

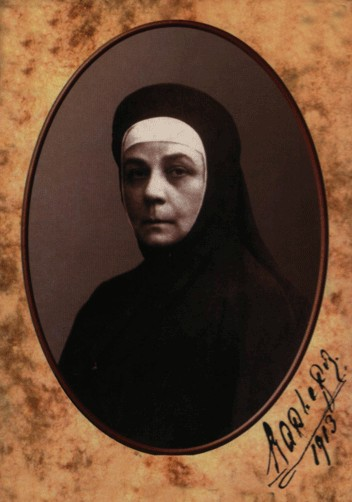
Sœur Varvara Yakovleva, l'une des victimes de l'exécution d'Alapaïevsk, en 1913.

Le 18 juillet 1918, les prisonniers d'Alapaïevsk furent emmenés vers un puits de la mine de Selimskaïa, yeux bandés et mains attachés, assis dans deux charrettes.
Après avoir eu les yeux bandés, le prince Paley fut amené sur une planche placée au-dessus du puits de mine et, comme ses compagnons, fut jeté vivant dans ce trou profond. Les circonstances exactes du décès sont floues : la chute n'ayant pas été fatale, il est possible que les bolcheviks tentèrent de les tuer en jetant de gros morceaux de bois et des grenades au fond du puits, ou en leur tirant dessus au hasard, convaincus qu'aucun n'aurait la possibilité de sortir vivant des profondeurs du puits. Certains témoignages non confirmés de chant religieux montant du puits, entendus après l'exécution, pourrait laisser penser à une agonie lente. De même, on ignore également dans quel ordre ils furent assassinés.[réf. nécessaire]
Comme pour les autres corps, la dépouille du prince Vladimir Paley fut remontée par les soldats de l'Armée blanche le 8 octobre 1918, puis inhumée dans la crypte de la cathédrale d'Alapaïevsk. Huit mois plus tard, suivant la retraite de l'Armée blanche, les cercueils furent transportés à Irkoutsk et y restèrent pendant six mois. Devant l'avancée de l'Armée rouge, en avril 1920, les cercueils transportés à Pékin furent placés dans la crypte de la chapelle de la mission russe. Par la suite l'église fut démolie ; les cercueils seraient toujours en place, enfouis sous un terrain de golf. Seules la grande-duchesse Elizaveta Fiodorovna et sœur Varvara Yavovleva furent inhumées dans l'église des Apôtres de Marie-Madeleine à Gethsémani (30 janvier 1920).
Le père du prince Paley, le grand-duc Paul Alexandrovitch fut assassiné le 29 janvier 1919 à la forteresse Saint-Pierre et Paul à Saint-Pétersbourg. Sa mère, la princesse Olga Valerianovna Paley et ses deux filles parvinrent à fuir la Russie en 1919.

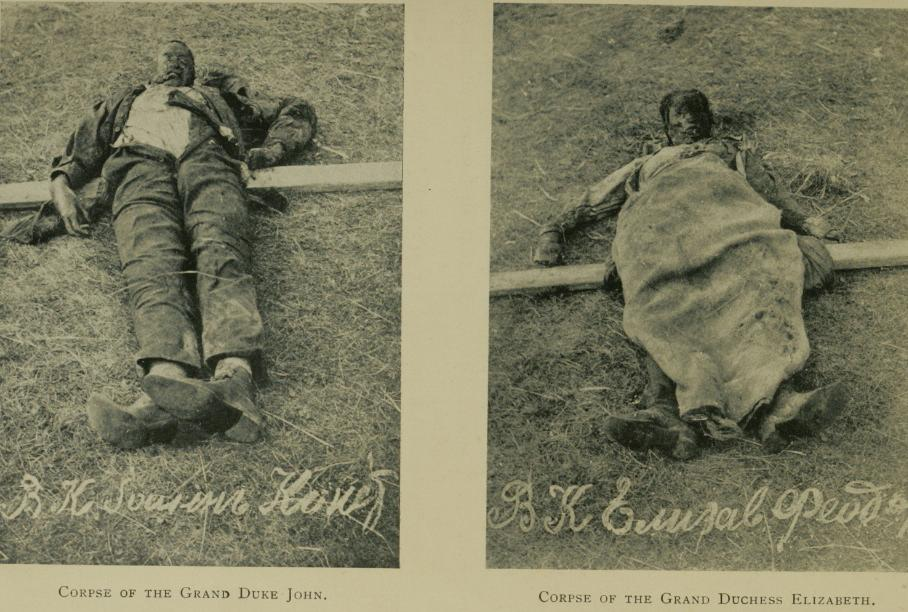
Les corps de la grande-duchesse Élisabeth et du prince Ioann Constantinovitch de Russie.

### Canonisation et réhabilitation
Le 8 juin 2009, le procureur général de Russie réhabilita le prince Paley à titre posthume. « Toutes ces personnes ont été victimes de la répression sous la forme d'arrestation, de déportation et furent soumis à une surveillance des organes du KGB sans raisons », - a dit le représentant de la Justice de la fédération de Russie.
Le 23 juin 2009, le représentant de la famille Romanov en Russie envisage le retour des dépouilles des suppliciés d'Alapaïevsk en Russie. Les historiens chinois et russes travaillent conjointement pour situer l'emplacement exact de l'église où furent inhumés en 1957 les restes des princes Ioann Constantinovitch, Igor Constantinovitch et Constantin Constantinovitch de Russie, le prince Vladimir Pavlovitch Paley, le grand-duc Sergueï Mikhaïlovitch de Russie et son secrétaire Fiodor Semionovitch Remez.

## Œuvres
- Cathédrale Andreïevsky (sonnet écrit le 23 décembre 1916)
- A Fairy Tale (entre 1916-1917)
- Fantômes (entre 1916 et 1917)
- Poètes (entre 1916 et 1917)
- Night Time (entre 1916 et 1917)
- Sappho (entre août 1916 et octobre 1917)
- Annonciation (octobre 1917)[9]
- Le Roi de Judée : traduit du russe au français par le prince Vladimir Pavlovitch Paley (1914).
- Collection : recueil de poèmes (1913-1916)
- Rose Blanche : Pièce en trois actes (novembre à décembre 1916)

## Distinction
Ordre de Sainte-Anne